# Discografia di Zendaya
La discografia di Zendaya, cantautrice e attrice statunitense, comprende un album in studio, nove singoli e diciassette video musicali.

## Album in studio
| Anno | Titolo e dettagli                                                                               | Classifiche |
| Anno | Titolo e dettagli                                                                               | USA         |
| ---- | ----------------------------------------------------------------------------------------------- | ----------- |
| 2013 | Zendaya - Pubblicato: 17 settembre 2013 - Etichetta: Hollywood - Formati: CD, download digitale | 51          |

## Extended play
| Anno | Titolo e dettagli                                                                                                   |
| ---- | --- |
| 2012 | Made in Japan (con Bella Thorne) - Pubblicato: 21 agosto 2013 - Etichetta: Walt Disney - Formati: Download digitale |

## Singoli

### Come artista principale
| Anno | Titolo                            | Classifiche | Classifiche | Classifiche | Classifiche | Classifiche | Classifiche | Classifiche | Classifiche | Classifiche | Classifiche | Album                                                    |
| Anno | Titolo                            | USA         | AUS         | BEL (FL)    | CAN         | FRA         | IRE         | NZL         | SPA         | SWE         | UK          | Album                                                    |
| ---- | --------------------------------- | ----------- | ----------- | ----------- | ----------- | ----------- | ----------- | ----------- | ----------- | ----------- | ----------- | -------------------------------------------------------- |
| 2011 | Swag It Out                       | —           | —           | —           | —           | —           | —           | —           | —           | —           | —           | /                                                        |
| 2013 | Replay                            | 40          | 8           | 89          | 83          | —           | —           | 18          | —           | —           | —           | Zendaya                                                  |
| 2016 | Something New (feat. Chris Brown) | 93          | —           | —           | —           | —           | —           | —           | —           | —           | —           | /                                                        |
| 2018 | Rewrite the Stars (con Zac Efron) | 70          | 24          | 52          | 71          | 115         | 21          | 32          | 82          | 90          | 16          | The Greatest Showman: Original Motion Picture Soundtrack |
| 2019 | All for Us (con Labrinth)         | —           | —           | —           | —           | —           | 71          | —           | —           | —           | —           | Euphoria (from the HBO Original Scores)                  |
| 2022 | I'm Tired (con Labrinth)          | 76          | 21          | —           | —           | —           | 40          | 16          | —           | —           | 47          | Euphoria (Season 2 Soundtrack)                           |

### Come artista ospite
| Anno | Titolo                                                           | Album                          |
| ---- | ---------------------------------------------------------------- | ------------------------------ |
| 2015 | My Jam (Bobby Brackins feat. Zendaya e Jeremih)                  | To Live For                    |
| 2016 | This Is for My Girls (come parte di Artists for Let Girls Learn) | /                              |
| 2022 | Elliot's Song (Dominic Fike feat. Zendaya)                       | Euphoria (Season 2 Soundtrack) |

### Singoli promozionali
| Anno | Titolo                                      | Classifiche | Album                                         |
| Anno | Titolo                                      | USA         | Album                                         |
| ---- | ------------------------------------------- | ----------- | --------------------------------------------- |
| 2011 | Watch Me (con Bella Thorne)                 | 86          | Shake It Up: Break It Down                    |
| 2012 | Something to Dance For                      | 124         | Shake It Up: Live 2 Dance                     |
| 2012 | Fashion Is My Kryptonite (con Bella Thorne) | —           | Made in Japan                                 |
| 2013 | Contagious Love (con Bella Thorne)          | —           | Shake It Up: I Love Dance                     |
| 2014 | Too Much                                    | —           | /                                             |
| 2015 | Keep It Undercover                          | —           | /                                             |
| 2018 | Wonderful Life                              | —           | Smallfoot: Original Motion Picture Soundtrack |

## Altri brani entrati in classifica
| Anno | Titolo                                                                                        | Classifiche | Classifiche | Classifiche | Classifiche | Classifiche | Album                                                    |
| Anno | Titolo                                                                                        | USA         | AUS         | FRA         | IRE         | UK          | Album                                                    |
| ---- | --------------------------------------------------------------------------------------------- | ----------- | ----------- | ----------- | ----------- | ----------- | -------------------------------------------------------- |
| 2017 | The Greatest Show (con Hugh Jackman, Keala Settle, Zac Efron e The Greatest Showman Ensemble) | 88          | 42          | 109         | 34          | 20          | The Greatest Showman: Original Motion Picture Soundtrack |
| 2017 | Come Alive (con Hugh Jackman, Keala Settle e The Greatest Showman Ensemble)                   | 121         | —           | —           | 70          | 55          | The Greatest Showman: Original Motion Picture Soundtrack |

## Altre partecipazioni
| Anno | Titolo                                                    | Album                                       |
| ---- | --------------------------------------------------------- | ------------------------------------------- |
| 2011 | Dig Down Deeper                                           | Disney Fairies: Faith, Trust And Pixie Dust |
| 2012 | Something to Dance For/TTYLXOX Mash-Up (con Bella Thorne) | Shake It Up: Live 2 Dance                   |
| 2012 | Shake Santa Shake                                         | Disney Channel Holiday Playlist             |
| 2013 | This Is My Dance Floor (con Bella Thorne)                 | Shake It Up: I Love Dance                   |
| 2013 | Beat of My Drum                                           | Shake It Up: I Love Dance                   |
| 2013 | I'm Back                                                  | Shake It Up: I Love Dance                   |
| 2014 | Remember Me                                               | Disney Channel: Play It Loud                |
| 2015 | Neverland                                                 | Finding Neverland: The Album                |
| 2017 | X (con Prince Royce)                                      | Five                                        |

## Video musicali

### Come artista principale
| Anno | Titolo                                   | Regista/i                            |
| ---- | ---------------------------------------- | ------------------------------------ |
| 2011 | Watch Me                                 | Lipo Chang                           |
| 2011 | Dig Down Deeper                          | Brandon Dickerson                    |
| 2011 | Swag It Out                              | Glenn A. Foster                      |
| 2012 | Something to Dance For/TTYLXOX (Mash-up) | Sanaa Hamri                          |
| 2012 | Fashion Is My Kryptonite                 | Marc Klasfeld                        |
| 2013 | Contagious Love                          | Marc Klasfeld                        |
| 2013 | Replay                                   | Colin Tilley                         |
| 2014 | My Baby                                  | Stephen Garnett                      |
| 2014 | My Baby (Remix)                          | Stephen Garnett                      |
| 2014 | Too Much                                 | Peter DeLuise                        |
| 2014 | All of Me                                | /                                    |
| 2014 | Safe & Sound                             | /                                    |
| 2015 | My Jam                                   | Bobby Brackins                       |
| 2015 | Close Up                                 | /                                    |
| 2016 | Neverland                                | Brad Furman                          |
| 2017 | Come Alive (Live performance)            | Michael Gracey, Beth McCarthy-Miller |
| 2019 | All for Us                               | Sam Levinson                         |

### Camei in video di altri artisti
| Anno | Titolo               | Artista        | Regista/i                  |
| ---- | -------------------- | -------------- | -------------------------- |
| 2009 | Hot n Cold           | Kidz Bop Kids  | /                          |
| 2013 | Like We Grown        | Trevor Jackson | Mike Ho                    |
| 2015 | Bad Blood            | Taylor Swift   | Joseph Kahn                |
| 2016 | All Night            | Beyoncé        | Beyoncé                    |
| 2017 | Versace on the Floor | Bruno Mars     | Cameron Duddy e Bruno Mars |